# Ліз Вайт
Елізабет «Ліз» Вайт (англ. Elizabeth "Liz" White; нар. 1979) — англійська акторка, найкраще відома завдяки ролі Енні Картрайт у серіалі BBC Життя на Марсі, який виходив у січні 2006 — квітні 2007.

## Біографія
Вайт народилася у місті Ротерхем, Південний Йоркшир. Вона навчалася у Ліверпульській школі акторства. Першу роль отримала у серіалі Прощавай, Пет. У 2003 році вона виконала роль у серіалі Вчителі, а у 2004 — в фільмі Віра Дрейк. Також Вайт знялася в екранізації казки Андерсена Нове вбрання короля.
У 2012 році разом із Деніелом Редкліфом вона зіграла у фільмі Жінка в чорному, де виконала заголовну роль.

## Фільмографія
| Рік  | Фільм                         | Роль               | Зауваження                   |
| ---- | ----------------------------- | ------------------ | ---------------------------- |
| 2002 | Прощавай, Пет                 | Лоррейн            | 2 епізоди                    |
| 2002 | Завжди і всюди                | Менді              | 1 епізод                     |
| 2002 | Еліта спецназу                | Бет Доу            | 3 епізоди                    |
| 2003 | Вчителі                       | Ейлін              | 4 епізоди                    |
| 2004 | Десятихвилинний фільм         | 1-а дівчина у барі | короткометражка              |
| 2004 | Віра Дрейк                    | Памела Барнс       |                              |
| 2004 | Blue Murder                   | Вікі Свіфт         | 1 епізод                     |
| 2004 | Натан Берлі                   | Касир              | пілотний епізод              |
| 2004 | Те, що зветься коханням       | Пола Робертс       | 6 епізодів                   |
| 2005 | Пекло для янголів             | Сара               | телефільм                    |
| 2006 | Вулиця                        | Ейлін Гарпер       | 1 епізод                     |
| 2006 | Вінсент                       | Лора Морріс        | 1 епізод                     |
| 2006 | Життя на Марсі                | Енні Картрайт      | 16 серій                     |
| 2008 | Брудна робота                 | Джесс Мерцер       | 6 епізодів                   |
| 2008 | Казки                         | Шеннон             | епізод «Нове вбрання короля» |
| 2008 | Франклін                      | Лора               |                              |
| 2008 | Убивці нового міста           | Еліс Келлі         |                              |
| 2008 | Міс Марпл: Кишеня, повна жита | Дженіфер Фореск'ю  | Телефільм                    |
| 2009 | Коротий візит у Швейцарію     | Софі               | Телефільм                    |
| 2010 | Закон Гарроу                  | Ізабелла Джескер   | 1 епізод                     |
| 2010 | Сліпе око                     | Джиліан            | короткометражка              |
| 2010 | Жага                          | Крістен            | короткометражка              |
| 2011 | Пелюстка багряна і біла       | Керолайн           | Мінісеріал (2 епізоди)       |
| 2011 | Дикий Білл                    | Роксі              |                              |
| 2011 | Вислано                       |                    | короткометражка              |
| 2012 | Жінка в чорному               | Жінка в чорному    |                              |
| 2012 | Доктор Хто                    | Еліс               | епізод Сніговики             |